# Reliquiensammlung von Vodnjan

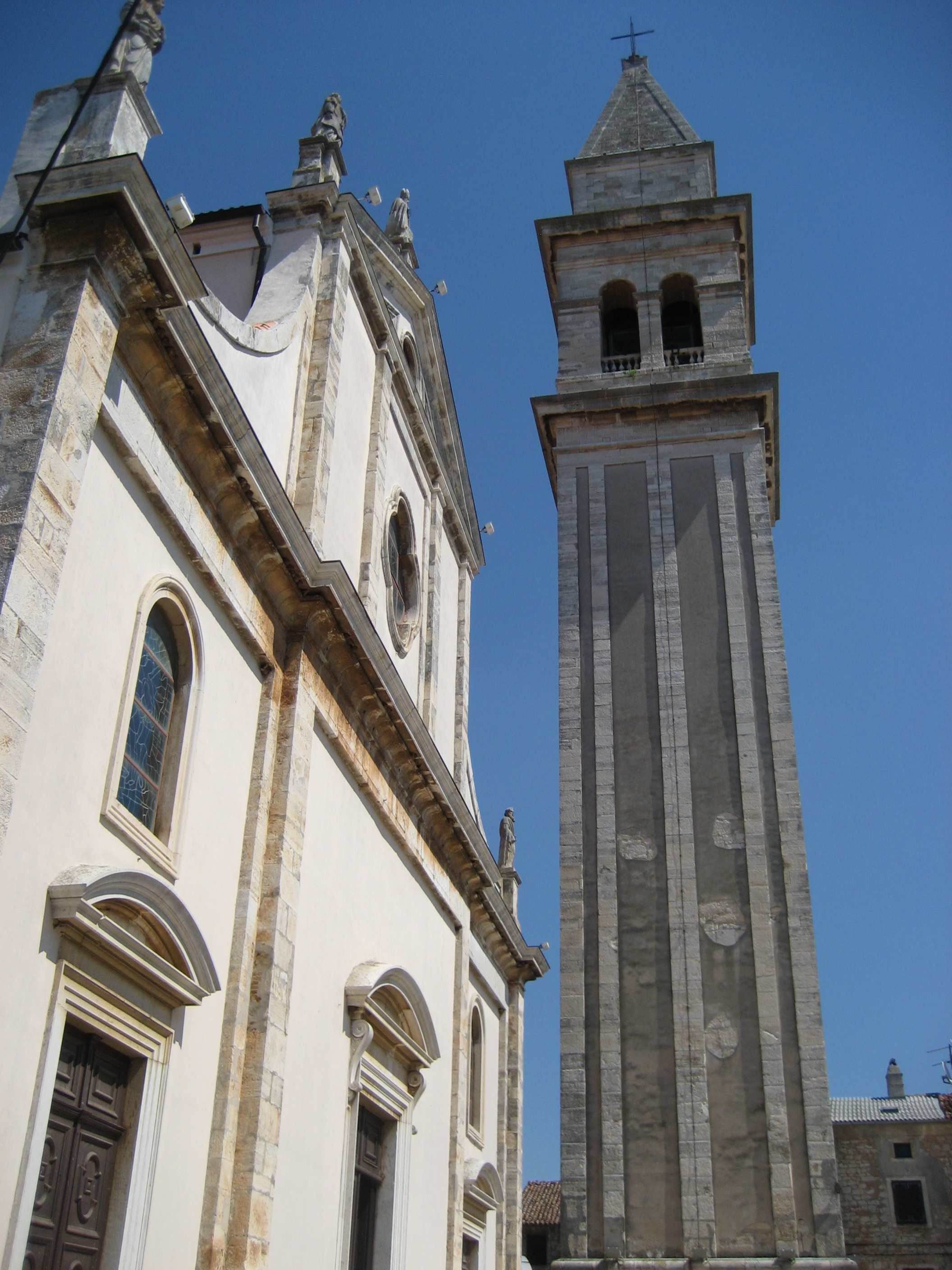
Die Kirche des sveti Blaz (Hl. Blasius)

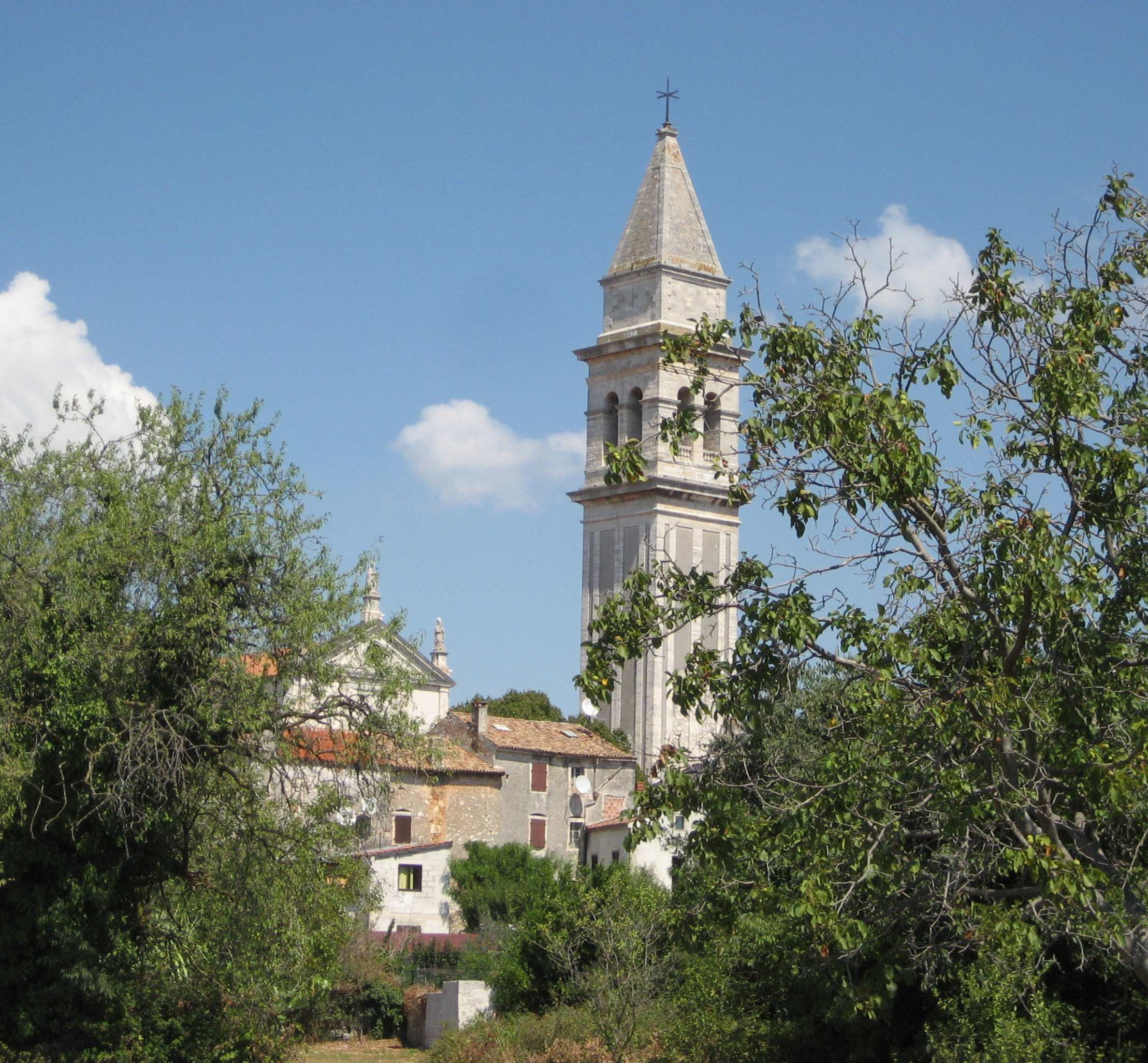
Die Kirche des sveti Blaz (Hl. Blasius)

Die Reliquiensammlung von Vodnjan sowie die dazugehörenden  Mumien von Vodnjan (it. Corpi santi, kroat. Vodnjanske mumije svetaca) befinden sich in der Wallfahrtskirche des Sv.Blaž (Hl. Blasius) in Vodnjan im Nordwesten Kroatiens nahe der Stadt Pula.
Die Kirche des Hl. Blasius wurde von 1760 bis 1800 erbaut und ist mit ihrem sechzig Meter hohen Kirchturm der größte Sakralbau der Region.
Weltweit berühmt wurde Vodnjan durch die Reliquiensammlung, zu der insgesamt 370 Reliquien 250 christlicher Heiliger zählen, darunter auch unverweste Körper. Dieser einzigartige Reliquienschatz befindet sich in den Räumen der ehemaligen Sakristei. Es handelt sich um die größte Sammlung Kroatiens und eine der größten Europas. Alljährlich besuchen mehrere tausend Pilger diesen Ort.
Zur Sammlung sakraler Kunstwerke gehören 730 Objekte aus der Zeit des 4. bis 11. Jahrhundert. Der Kirchenbau besitzt zehn Altäre, 24 Gemälde und 18 Skulpturen.

## Hauptreliquien
Körper
- des heiligen Leon Bembo (lebte im 12. Jahrhundert in Venedig),
- des heiligen Giovanni Olini (lebte im 14. Jahrhundert in Venedig)
- der heiligen Nikolosa Bursa (lebte im 15. Jahrhundert in Koper).

Außerdem befinden sich in Vodnjan mumifizierte Körperteile  
- der heiligen Barbara (lebte im 5. Jahrhundert) sowie
- des heiligen Sebastian (lebte im 3. Jahrhundert)

Die Reliquiensammlung umfasst Objekte  aus einem Zeitraum von fünfzehn Jahrhunderten aus dem gesamten Gebiet des ehemaligen römischen Reiches.

## Das Geheimnis der Mumien
Die Körper wurden weder einbalsamiert noch jemals hermetisch verschlossen. Es konnte bisher noch nicht wissenschaftlich erklärt werden, wodurch der Verwesungsprozess verhindert wurde. Neben den Körpern blieb auch die authentische Bekleidung erhalten, in der die Heiligen bestattet wurden. Die Mumien befinden sich in gläsernen Sarkophagen. 
Weltweit gibt es nur sehr wenige Mumien, die in einem nicht wüstenähnlichen Klima ohne die Anwendung spezieller chemischer Verfahren Jahrhunderte überdauern konnten. Zu erwähnen sind etwa die Toten in der Krypta der Wiener Michaelerkirche.

## Herkunft der Sammlung
Um die Mumien vor der Zerstörung beim Einmarsch der Truppen Napoléon Bonapartes zu schützen, brachte Gaetano Gresler die Sammlung von ihrem ursprünglichen Aufbewahrungsort nahe Venedig im Jahr 1817 nach Vodnjan.